# Endobactérie
Une endobactérie est une bactérie propre au métabolisme d'un aliment, à sa structure enzymatique et sa flore. Les endobactéries vivent à l'intérieur des cellules d'autres organismes et vivent généralement en symbiose. L'exemple le plus fréquent se trouve dans des interactions plantes-bactéries.